# Roebelsbos
Het Roebelsbos, ook geschreven als Roebelsbosch, is een bosgebied in de gemeente Gulpen-Wittem in de Nederlandse provincie Limburg. Het bos ligt ten oosten van Slenaken en ten zuiden van Heijenrath. Het ligt op de oostelijke dalwand van de Gulp en het Gulpdal, op de westrand van het Plateau van Crapoel, en is een hellingbos.
Aan de noordwestzijde van het bos ligt aan de overzijde van de weg het Groote Bosch. Aan de zuidzijde gaat het over in een ander bosgebied dat net over de grens in België ligt. Verder naar het zuidoosten ligt het Beusdalbos.
Ten westen van het bos ligt bij de Gulp in een bosgebiedje de Slijpsteen van Slenaken.

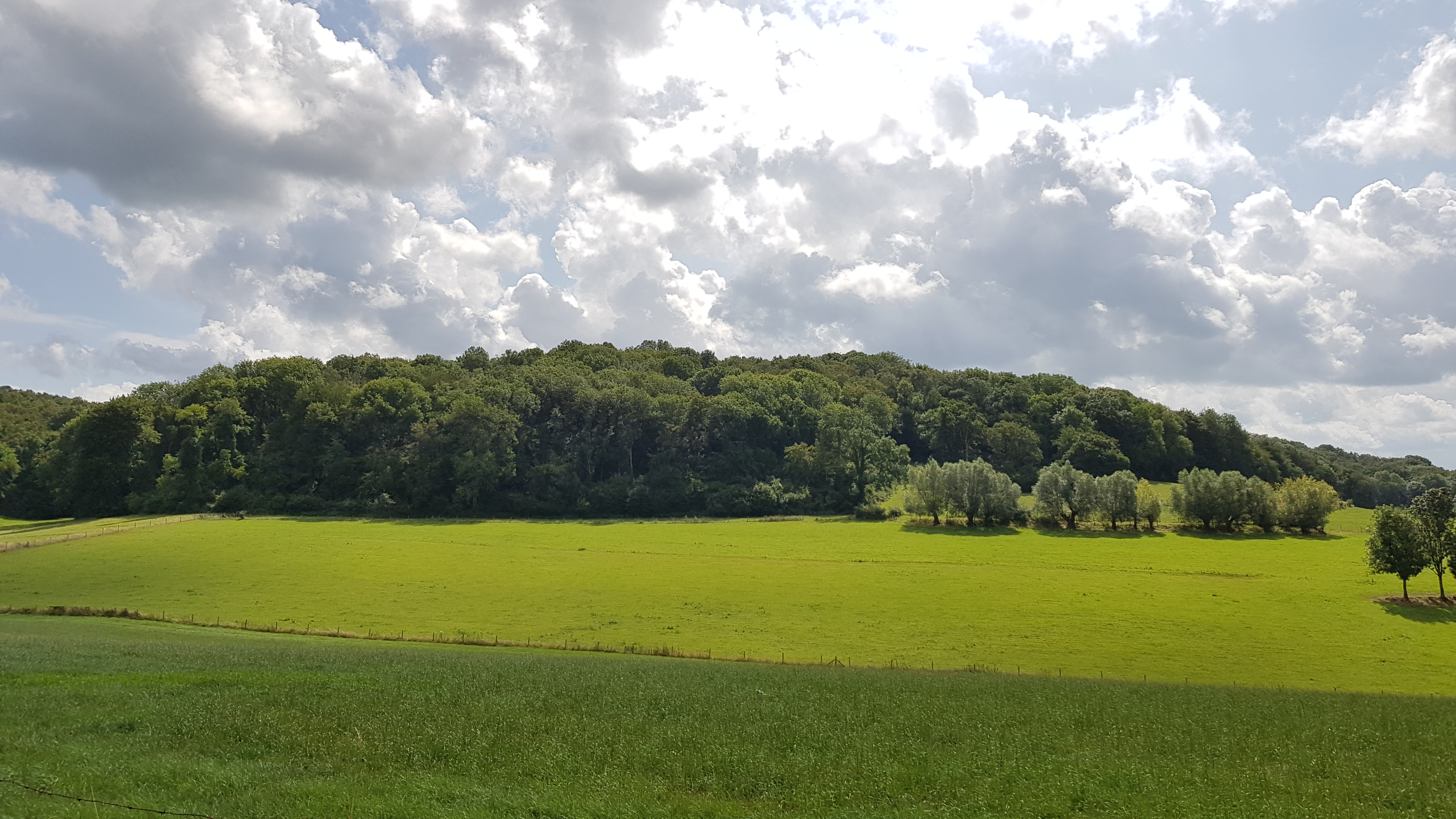